# Австралійський голуб
Австралійський голуб (Geophaps) — рід голубових. Містить 3 види.

## Поширення
Мешкають в Австралії. Мешканці відкритих сухих місцевостей але зазвичай недалеко від води.

## Морфологія
Довжина тіла коливається від 20 до 28 см. Оперення від жовтувато-коричневого до коричневого кольору. Політ нагадує політ фазана, при польоті виробляє дзижчачий звук.

## Поведінка
Пристосовані у дуже великій мірі до життя на землі в посушливих місцях. Гніздо розташовується прямо на землі. Кладка складається з двох яєць.